# 舟崎由之
舟崎 由之（ふなざき よしゆき、1894年3月7日 - 1966年12月2日）は、新潟県出身の実業家、政治家。日本金属の創業者。三国鋼帯株式会社取締役、舟崎鋼業合資会社代表社員。

## 経歴
新潟県佐渡郡金丸村生まれ。旧制佐渡中学校（現在の新潟県立佐渡高等学校）を経て、1917年に早稲田大学理工学部機械科を卒業する。東京銅板技師、高砂鉄工所技師長、三船商事・日本特殊鋼材・日本航空機工業・日本ペニシリン製薬の各社長を歴任した。
1946年から2回、新潟1区から衆議院議員に当選（日本進歩党）。戦後、萩野由之（東京帝国大学教授）の遺した蔵書を高額で買い取り、母校新潟県立佐渡高等学校に寄付した。舟崎文庫の名で保存されている。
早稲田大学商議員。

## 人物
- 趣味は浪曲、書道[1]。
- 浄土真宗の門徒[1]。

## 著書
- 『磨帯鋼回想録』日本帯鉄株式会社、1956年。

## 親族
- 実兄 松栄俊三 - 新潟県議・相川町長・佐渡汽船社長を歴任。
- 孫 舟崎克彦 - 児童文学作家